# Eyvind Kang
Eyvind Kang (* 1971) je americký violista. Roku 1996 vydal své první album u vydavatelství Tzadik Records; neslo název 7 Nades a později u stejného vydavatelství vydal ještě několik dalších alb: Theater of Mineral NADEs (1998), The Story of Iceland (2000), The Yelm Sessions (2007) a Grass (2012). V roce 2006 vystupoval s kytaristou Lou Reedem; z jejich spolupráce vzešlo koncertní album a hudební film Berlin: Live at St. Ann's Warehouse. Během své kariéry spolupracoval s mnoha dalšími hudebníky, mezi které patří například Aiko Shimada, Robert Burger, Ikue Mori, Robin Holcomb, Bill Frisell, Raz Mesinai, Wayne Horvitz nebo také skupiny Sunn O))) a Animal Collective. V roce 2014 interpretoval skladby Johna Zorna, majitele vydavatelství Tzadik, na albu Alastor: Book of Angels Volume 21.